# Кулурис, Эфтимис
Эфтимис Кулурис (греч. Ευθύμης Κουλούρης; родился 6 марта 1996 года, Скидра, Греция) — греческий футболист, нападающий клуба «Погонь (Щецин)» и сборной Греции.

## Клубная карьера
Кулурис — воспитанник клуба ПАОК. 13 февраля 2014 года в поединке Кубка Греции против «Аполлон Смирнис» Эфтимис дебютировал за основной состав. 16 февраля в матче против «Астераса» он дебютировал в греческой Суперлиге. 30 марта в поединке против «Каллони» Курулис забил свой первый гол за ПАОК.
Летом 2015 года Эфтимис в поисках игровой практики на правах аренды перешёл в кипрский «Анортосис». 28 сентября в матче против «Доксы» он дебютировал в чемпионате Кипра. 1 ноября в поединке против «Пафоса» Курулис забил свой первый гол за «Анортосис». По окончании аренды он вернулся в ПАОК.
В 2017 году Курулис помог клубу завоевать Кубок Греции.

## Международная карьера
В 2015 году Курулис в составе юношеской сборной Греции принял участие в юношеском чемпионате Европы в Греции. На турнире он сыграл в матчах против команд Украины, Франции, России.

## Достижения
ПАОК
- Обладатель Кубка Греции: 2016/17, 2017/18